# Małgorzata Kabsch-Korbutowicz
Małgorzata Kabsch-Korbutowicz (ur. 1963 r.) – polska inżynier inżynierii środowiska. Absolwent z 1987 Politechniki Wrocławskiej. Od 2012 profesor na Wydziale Inżynierii Środowiska Politechniki Wrocławskiej.